# しあわせ家族計画
『しあわせ家族計画』（しあわせかぞくけいかく）は、1997年4月30日から2000年9月27日までTBS系列で放送されていたTBS製作のバラエティ番組、および同番組の終了後に公開された日本映画である（→#映画版）。

## 概要
番組が選んだ家庭の主人に「宿題」という名の課題を与え、その1週間後にスタジオで特訓の成果を披露してもらっていた視聴者参加型番組。成功者には300万円相当の賞品を贈呈した。
事前に応募されたハガキから抽選し、当選した家庭へは“しあわせ配達人”と名づけられた芸能人レポーターが訪問し、当選を報告する。300万円相当の賞品は、番組が用意したカタログから希望の賞品を300万円以内で選ぶことができる。賞品を決定した後、家族への宿題を与える。挑戦するのは主に一家の父親。ただし、母子家庭の家族が登場し、そのときは母親が挑戦したこともある。そして一週間の練習の後、スタジオで競技（ゲーム）を披露し（「運命の時間」）、成功すれば賞品獲得。
レギュラー版のオープニングは アメリカ合衆国のアニメ「カートゥーン」をイメージしたアニメで、『スーパーチキン』のテーマ曲がオープニングテーマとして使用された。
1998年4月1日に一度だけ生放送を行ったことがある。この回では、第1回の宿題に失敗した家族の自宅をその時のしあわせ配達人・松居直美がアポ無しで再度訪問。家族の父親は、その場で再び「エリーゼのために」のピアノ演奏に挑んだが失敗に終わり、ほかの家族の挑戦も失敗。以降、番組の生放送は二度と行われなかった。
過去に宿題を失敗した家族をスタジオに集め、抽選で選ばれた家族が宿題に再挑戦する「お正月リベンジスペシャル」が2000年1月3日に放送された。リベンジに成功すれば100万円のお年玉がもらえ（失敗の場合は2000円のお年玉）、選ばれなかった家族も2万円のお年玉がもらえた。また、芸能人代表として野村将希がシガーボックスに再挑戦するものの失敗した。
1998年12月31日の『テレビのちから』では、本番組と『学校へ行こう!』を合体したコーナー「しあわせ学校計画」として通常の家族の大黒柱・お父さんが宿題をするスタイルから学校のクラスの大黒柱・担任の教師に番組でお馴染みの宿題を発表。『テレビのちから』自体は生放送番組であったが、このコーナーは事前収録のVTRであった。なおこのコーナーは、1999年2月の昼の時間帯に「完全版」として放送されている。
番組後期には、一般視聴者がこれまでに出題された宿題にスタジオで挑戦し、成功すれば30万円獲得という「スタジオ一発勝負！私ならできる」（この時には「運命の時間」が「30万円の時間」に変わる）、芸能人個人（主に未婚者）が宿題に挑戦し、成功すれば100万円獲得という「しあわせ芸能人計画」などのコーナーが新設された。
また、1999年12月の年末スペシャルでは1家族だけ家族全員で「運命の時間」に挑戦する宿題（ドミノ倒し5300ピース）が出題された。開始当初は良好だった視聴率は宿題のネタ切れやマンネリ化、さらに裏番組となったフジテレビの『力の限りゴーゴゴー!!』に奪われたことが終了の要因とされている。2000年9月27日の最終回スペシャルでは、全ての宿題が家族全員で「運命の時間」に挑戦する宿題となり、ラストの宿題「ハンドベル」成功（夢の商品獲得）で有終の美を飾り、番組は4年間の歴史に幕を閉じた。
1996年4月に従来のオープン懸賞（賞金・賞品）が100万円まで規制されていたが、規制緩和により1000万円までになったのを受けて企画された。なお、番組での家族の宿題成功・夢の賞品獲得率は27%台であることがレギュラー放送当時の総集編で公表されている。
レギュラー放送の終了および映画版の公開後には、TBSチャンネルでの再放送が行われていた。また2007年8月8日には、出演メンバーを入れ替えての復活放送『しあわせ家族計画2007』が『水トク!』枠にて行われた。

## 出演者

### レギュラー版司会
- 和田アキ子
- 古舘伊知郎

### 復刻版司会
- さまぁ〜ず（大竹一樹・三村マサカズ）
- 小林麻耶（当時TBSアナウンサー）

### しあわせ配達人
- 磯野貴理子
- 大原かおり
- 稲川淳二
- 北野誠
- 桑野信義
- 島崎俊郎
- 島崎和歌子
- 笑福亭笑瓶
- 松居直美
- 山口良一
- 乱一世
- せんだみつお

### 宿題名人
- ダンディGO
12種目（シガーボックス、デビルスティック、ディアボロ、シェーカーカップス、リング3、生卵でお手玉、皿回し、帽子回し、シガーボール、空中キャッチ500円玉30枚、バランス玉入れ、シャベル竹馬）にも及ぶジャグリング系の宿題を出した名人（ジャグリングエンターティナー）。特にシガーボックスは全宿題の中で最も出題回数が多い。
- ナポレオンズ
「瞬間！タマゴ落とし」「500円玉フィンガーロール」などで登場。宿題の実演は、実際のマジックの時と同様にボナ植木が行った。

この他にも、それぞれの宿題に応じたプロや熟練者が、宿題名人として登場し、実演した後に、成功のためのコツを教えていた事もあった。

## 出題された宿題

### 楽器演奏
楽器を使って指定された課題曲を演奏する。音を間違えたり、リズムが正確でない（楽譜通りでない）と失格となる。
- ピアノ演奏
ベートーヴェンの「エリーゼのために」を一音も間違えることなくピアノで演奏する。音を間違えさえしなければ、音の長さや演奏速度などは厳密に問わない。記念すべき第1回の宿題。
- ハンドベル演奏
ピアノ演奏と同様に、お題の曲をハンドベルで一音も間違えることなく演奏する。ただし、オルガン演奏に合わせて演奏しなければならない。曲は「エーデルワイス」と「きよしこの夜」の2種類。「きよしこの夜」はクリスマスシーズンのみ。
- 木琴演奏
「ガボット」（ゴセック作曲）を一音も間違えることなく演奏する。トレモロ（連打）を行うところでは同じ音を5回叩くルールとなっており、これに失敗した場合も失格となる。
- 大正琴演奏
美空ひばりの「川の流れのように」を演奏する。指使いが間違っていても失格となる。
- ギター演奏
1952年に公開されたフランスの映画『禁じられた遊び』のテーマ曲「愛のロマンス」をギター演奏する。
- スチールドラム演奏
東京ディズニーランドのエレクトリカルパレードのテーマで知られる「バロック・ホウ・ダウン」を演奏する。トレモロ（連打）を行うところでは同じ音を5回叩くルールとなっており、これに失敗した場合も失格となる。
- チューブラーベル演奏
NHKのど自慢で合格判定に鳴らされる鐘として知られるチューブラーベルを使い、イングランド民謡「グリーンスリーブス」を演奏する。最初の1音を打ってから1分30秒以内に演奏が終了できない場合も失格となる。

### 暗記・暗唱
テーマに沿った項目を1週間以内に記憶し、本番で実際に暗唱する。1つでも間違えたり、10秒以上答えられないと失格になる。
- 東海道五十三次暗唱往復
日本橋から京都まで、東海道五十三次の宿場町を順番に暗唱する。京都まで暗唱したら、今度は京都から日本橋までの復路の宿場町を順番に暗唱しなければならない。制限時間はなし。
- 東海道五十三次暗唱往復 1分勝負
基本的なルールは上の「東海道五十三次暗唱往復」と同じだが、「制限時間1分」というルールが追加された。また、この宿題に限り「1つ言い間違えたり、10秒以上答えられないと失格になる」というルールは適用されない。
「東海道五十三次暗唱往復」が成功された際のクリアタイムが3分台だったため、難易度が格段にアップしている。また、この宿題に先立ち古舘による原稿読み上げ形式でのデモンストレーションが行われたが、それでもクリアには40秒を要している。
- 元素名暗唱
元素の名称を原子番号1から順番に暗唱する。暗記する項目数や名称は、その時々によって微妙に変化する。
- 元号暗唱
最初の元号「大化」から、当時の元号「平成」まで全247個の元号を古い方から順番に暗唱する。
- 世界の国旗と国名暗記
国旗を見て、その国旗の国名を正式名称で回答する。正式名称の国名のため、イギリス→「グレートブリテンおよび北部アイルランド連合王国」はもちろん、ブラジル→「ブラジル連邦共和国」、フランス→「フランス共和国」、カナダ→「カナダ」のみ、などの国名で答える。
対象となるのは国際連合に加盟している190前後の国（出題時期によって変化する）。
覚える項目の多さから失敗の多かった宿題だが、芸能人SPで野々村真が15分以上に及ぶ挑戦の末に成功させた。
- 100桁暗記
指定された無理数を小数点100位まで暗記する。出題されたものとしては「円周率」「ルート2」「ルート3」など。
- スポーツ選手成績暗記
伊良部秀輝・松坂大輔・貴乃花などスポーツ界で活躍した人の成績を暗唱する。野球選手はデビュー戦。相撲力士は全場所全成績などを暗唱する。
- 「ウルトラマンティガ」「ウルトラマンダイナ」全怪獣暗記
（収録の時点で）ウルトラマンティガ・ダイナに登場した全宇宙怪獣の名前を暗記する。お父さんは怪獣の写真と名前を対応付けて暗記し、本番ではモニターにランダムで映し出される怪獣の写真を見て名前を答えていく。
ガゾート→変形怪獣ガゾート、ゴブニュオグマ→巨大機械人形（メカロイド）ゴブニュオグマなど、名前は正式名称で答えなければならず、怪獣そのものも見分けがつきにくいものがあるため非常に難易度の高い宿題だった。
- オリンピック歴代日本人金メダリスト暗記
夏季・冬季オリンピックで金メダルを獲得した日本人メダリストと競技名、獲得した大会（開催年・開催地）を暗記する。
お父さんは「大会（開催年・開催地）」の後に「その大会で金メダル獲得したメダリスト（人名・競技名）」を全て暗唱し、1大会分の暗唱が終わったら次の大会へ、というルールで暗唱を行う（バレーボールなど団体競技の場合は、個人名は不要）。これを1998年の長野冬季オリンピックから1928年のアムステルダム夏季オリンピックまで、時代を遡って順番に暗唱していき、最後まで暗唱できれば成功となる。
1998年の長野冬季オリンピック開催に合わせて出題された。
- フランスワールドカップ・Hグループ選手暗記
1998年のフランスW杯でHグループとなった4ヵ国（日本・ジャマイカ・クロアチア・アルゼンチン）の登録選手、合計92人を暗記する。本番では選手の顔写真が見せられ、お父さんはその選手の名前を答える。
- 和田アキ子全シングル暗記
この番組の司会の和田アキ子が、デビュー以降歌手としてリリースしたシングルの発売日・収録曲のタイトルを暗記する。
- 動物の鳴き声50種暗記
ライオンなどの鳴き声がメジャーな動物から、鳴き声をあまり耳にしない動物（コアラやワニなど）を含む、動物の鳴き声50種を暗記する。練習期間中は、動物の鳴き声と「ただいまの鳴き声は〇〇です」のナレーションが収録されているMDが渡される。本番ではヘッドホンを付け、動物の鳴き声が流れた後に動物名を解答する。
- 新郵便番号暗記
全国47都道府県の都道府県庁の郵便番号を暗記する（例：東京都庁→〒163-8001）。本番では「東京都庁」「大阪府庁」など都道府県庁の呼称が画面に表示され、お父さんはその都道府県庁の郵便番号を答える。1998年2月2日に郵便番号が5桁から7桁に移行したことにあわせて出題された。
暗記・暗唱系の宿題の中では覚える個数が最も少ない宿題であった。
- 100個暗記
番組側があるジャンルの中から指定した100項目を暗記する。
テーマとなったものは、「オスカープロモーション所属の女性モデル」「魚偏の漢字」「スター・ウォーズシリーズのキャラクター」「ディズニーのキャラクター」「子供モデル」「スター100人生年月日暗記」など。「スター100人生年月日暗記」は、スターのデビュー当時の写真を見て名前と生年月日を暗記する。
- お経（般若心経）暗唱
- 聖書暗唱
- 日本国憲法前文暗唱
- デニーズのメニュー暗記
- このお薬は用法用量を守って正しくお使いください
ある医薬品の説明書に書かれている文章をすべて暗記する。

### 曲芸・ジャグリング
マジシャン、ジャグラー、曲芸師などが披露するパフォーマンスの習得に挑戦する。特にシガーボックスは成功した回数が少なく鬼門中の鬼門の宿題となっている。
- シガーボックス
3つのボックスを使って8種類の技をミスなく完璧にこなすという宿題。「足通し」や最後の「1回転中飛ばしキャッチ」で失敗が続出し、全宿題の中で最も難易度が高かった。結局、家族からは1人も成功者が出なかったため、一般公募してようやく成功者が出た。まさに鬼門中の鬼門の宿題である。
- テーブルクロス引き抜き
皿やグラスが置かれたテーブルの上からテーブルクロスだけを引き抜く。テーブルクロスを引き抜いたときにテーブル上にあるグラスや皿を落としたり、グラスにあるワインや皿にあるスープを一滴でもこぼすと失格。しかし、成功率が意外と高く、テーブル上に置くものの数を増やしたり、1999年1月の特番では目隠しをさせるなど難易度を次々とアップさせた宿題でもあった。
- 瞬間！タマゴ落とし
水の入ったワイングラス6個の上に金属製のお盆を乗せ、さらにその盆の上に筒状に丸めてテープで止めたトランプを6個乗せ、その上に生卵を乗せた状態でスタート。この状態でお盆をはじき飛ばし、6個のタマゴをすべてグラスの中に入れることができれば成功となる。卵が1個でも入らなかったり、卵がグラスに入っても割れてしまったり（ひび割れはOK）、トランプがグラスの中に落ちたりした場合は失敗となる。本番は一発勝負で、セッティングはすべて自分で行う。
宿題発表とお手本VTRはマジシャンのナポレオンズが担当した。
- 重ね座布団抜き
指定の座布団（銘仙判）15枚を重ねた上にお父さんが両ひざをついて座った状態で挑戦がスタートする。
この状態でお父さんが体勢を保ちつつジャンプして、同時に一番上の座布団をすばやく引き抜き、引き抜いた後に座布団の上で最初の体勢を5秒間維持できれば成功となる。引き抜いた後に座布団から落ちたり、座布団を一発で引き抜けない場合、またジャンプ後に座布団の上に立ってしまうと失敗となる。
本番では、ふとん乾燥車を使って規定の時間乾燥させた直後の座布団を使う。
自宅での練習では時間経過によって座布団のふかふか感がなくなっていくので、5日目や6日目の練習で成功できたとしても本番とは座布団のふかふか感や全体の高さが全く違っていることに後で気づくケースも多かった。
宿題発表とお手本VTRは池谷幸雄が担当した。
- トランプ手裏剣
トランプを手裏剣のように投げて、2.5m先に設置された1本のきゅうりに当てて真っ二つにすることが出来れば成功となる。トランプがきゅうりに刺さっただけでは成功とはならない。制限時間内であれば何枚でもトランプを投げられる。また、的となるキュウリは本番の時にたくさんの中から選ぶことができる。制限時間は90秒（2007年の復刻版では100秒）。
- デビルスティック
1本の太い棒を2本の棒を使って操り、6種類の技を制覇する。この宿題も家族から成功者は出ず、一般個人からの公募でようやく成功した。
- ヒモ結び
ヒモを片手で振った時の動きを利用して3ヵ所に結び目を作る。制限時間は3分。ただし、結び目の上に新しい結び目が重なって出来てしまった場合はカウントされない。制限時間内であれば、ヒモは何回でも振ることができ、ヒモの結び目を解く作業も何回でも可能。
- ディアボロ
ディアボロを使い、ハイトス、一回転トス、足の下トス、背中通しなど6つの技に挑戦する。
- シェーカーカップス
シェーカーカップス3個を使い、ハイトス、カスケード、一回転キャッチなど7つの技に挑戦する。
- コマ綱渡り
コマを手のひらの上で回し、これをコマを回すときに使ったひもを伝って反対の手に渡し、反対側の手の上で3秒間落とさずに回っていたら成功となる。
- ダイスタワー
カップの動きでサイコロを積み上げる「ダイススタッキング」に挑戦する。
本番ではテーブルの上に一直線・等間隔に並べた1cm角のサイコロ5個が置かれており、これを手に持ったダイスカップを動かして拾い上げる。その後、ダイスカップを左右に振る動きだけでサイコロ5個を縦一列に積み上げることができれば成功となる。
カップを開けられるのは1回だけ。ダイスカップを開けた際にサイコロが積み上がっていない場合や、ダイスカップを振っている途中でサイコロがカップから出てしまうと失敗となる。制限時間は30秒。カップを開けなければ制限時間内に何度でもカップを振りなおすことができる。また、カップを開けるタイミングは制限時間内ならどこでも良く、開ける場所もテーブル上ならどこでもよい。
- お手玉
3つのお手玉を使い、ボールジャグリングで言う「カスケード」を30秒間続けられれば成功となる。途中でお手玉を落としてしまったり、片手でお手玉を2つ以上持ってしまうと失格。
- 生卵でお手玉
基本的なルールは「お手玉」と同じ。
3つの生卵を使ってお手玉（カスケード）を30秒以上続け、最後まで全ての卵を割らずにキャッチすることが出来れば成功となる。卵が割れて中身が出たら失格だが、ひび割れ程度ならOK。
- リング3
基本的なルールは「お手玉」と同じ。
3つの輪を使ってお手玉（カスケード）を30秒以上続け、最後に両手に1個ずつリングを持った状態で残り1個のリングを首にかけることができれば成功となる。
- 帽子回し
「ダービーハット」と呼ばれる種類の帽子のふちをステッキで叩き続け、20秒間回し続ける。帽子を落としたり、帽子の被るところがお父さん以外のところを向くと失格となる。
また、20秒経過したら今度はステッキの先端に帽子を乗せなければならない。これに失敗しても失格となる（ステッキに乗せるタイミングは任意）。
- 手おけ頭キャッチ
パフォーマー・カム有田のパフォーマンス「手おけ頭キャッチ」に挑戦する。
お父さんは手おけが装着されたヘルメットを装着して、頭上の手おけでキャッチできるように足で手おけを蹴り上げる。10回中5回キャッチできれば成功。
なお、キャッチした手おけは外さずにどんどん積み重なっていく。そのため、キャッチした手おけの位置調整のために頭を動かすことや姿見を使うことが許されている。
- 5スプーン6グラス
5本のスプーンと手前に6個のコップが固定された指定のトレーを使い、手でトレーを動かしてスプーンを操るジャグリングに挑戦する。
- グラスツリー クロス引き抜き
指定のロックグラス45個とクロスで作られたピラミッド状のグラスツリーから段と段の間に挟まれている合計8枚のクロスをテーブルクロス引き抜きの要領で1枚ずつ引き抜いていき、全てのクロスを引き抜くことができれば成功。一発で引き抜けなかったり、グラスツリーのグラスを落としてしまうと失格。
なお、グラスツリーはお父さんが挑戦前に自分で組み上げる。
- 傘で枡回し
海老一染之助・染太郎が演じるお正月の風物詩・太神楽のパフォーマンスの中から、番傘の上で一升枡（ます）を回す「傘で枡回し」に挑戦する。お父さんは傘の取っ手を手で回し、横に回転する番傘の上で一升枡を10秒以上回すことができれば成功となる。
宿題発表時、そして本番当日のスタジオには海老一染之助・染太郎の二人が登場した。
- 空中キャッチ500円玉30枚
利き腕の前腕（手首から肘までの間）に500円玉30枚を乗せた状態で挑戦がスタート。利き腕をすばやく動かし、500円玉を落とすことなく利き腕のみで全てキャッチできれば成功となる。1枚でもキャッチに失敗すると失格。

- 皿回し
- シガーボール
- バウンズボール
指定のバウンスボール3個を、お父さんの手でボールをバウンドしながら、30回連続でバウンドさせ、最後にボール3個を落とさずにキャッチ出来れば成功となる。途中でボールを1個でも落としたり、最後のキャッチに失敗すると失格。
- バランス玉入れ
片方の手の人差し指と中指での玉入れのカゴを支え、もう片方の手でお母さん（パートナー役）から渡される玉を受け取り、その手で投げて3分以内に30個カゴに入れる。途中カゴが倒れたり、カゴを支える2本の指以外の指が触れたら失格。
- シャベル竹馬

### スポーツ
スポーツ、あるいはスポーツ選手がトレーニングとして行うパフォーマンスの習得に挑戦する。
- サッカーボールリフティング
サッカーボールを20回連続でリフティングする。ボールが手に触れたり、ボールが体の上で静止してしまうと失格。脚でなく頭のヘディングのみで20回でも可。
- ゴルフボールリフティング
アイアンのフェース部分を使ってゴルフボールを20回連続でリフティングする。ゴルフボールを落としたり、フェースの上に止まってしまうと失格。
のちに、10回リフティング→体の後ろから股を通してフェース部分を出して10回リフティング→体の前にフェース部分を戻してフェース上で静止3秒→ボールを胸ポケットに入れる、の手順で実施された。
- テニスボールリフティング
テニスラケットの側面だけを使ってテニスボールを20回連続でリフティングする。ラケット側面に当たらずにテニスボールを落とすと失格。
- ピンポン球リフティング
卓球のラケットのフェースと側面を交互に使ってピンポン球を30回連続でリフティングする。ピンポン球を落としたり、同じところで連続してリフティングすると失格。
- ビリヤード
7つのボールを落とす。6つのボールはポケットに近いところにあって残りの1個のボールは中央にある。ボールが入らなかったり、スクラッチしたら失格（中央にあるボールを落とすのは最大の難関である）。
- ビリヤードメリーゴーランド
キャロムビリヤード用の台の角に置かれた6個のボールを撞き、全てのボールをボールを撞くエリアから最も近い角に設定されたエリアに入れることができれば成功となる。ただし、ボールはあらかじめ指定された、3回クッションしてからエリアに入る軌道でなければならない。制限時間は30秒（最初のボールを撞くとカウントが始まる）。撞いた順にボールがエリアに入る必要はない。
- ゴルフパッティング
カップから1〜5m離れたところから計5回パッティングする。はずしてしまうとその場で失格。
- 自転車遅乗り
ママチャリを使い、バランスを取りながらできるだけ自転車を前に進ませない「遅乗り競技」に挑戦する。
制限時間30秒が経過した時点で、スタート位置から5m先にあるゴールラインを超えなければ成功となる。地面に足がついてしまうと失格。
- サッカーボールバランス
サッカーボールを頭の上に30秒間乗せ続ける。バランスを取るために動いても良い。
- 一輪車
5mを往復。行きはまっすぐ進んでUターンし、帰りはコーンが2つあってスラロームでゴールまで進む。
1週間の短期間で乗りこなすのは相当に難しく、練習でも成功がままならないことが多かった。本番でも、スタート直後に足をついてしまったり、Uターンをする時に転倒してしまうなど成功から遠い失敗が続出した。
しかし、4人目の挑戦者は練習2日目で早くもコツをつかんで4日目の練習で成功し、本番でも危なげなく見事に成功した。
- カップスタックス
カップスタックス（スポーツスタッキング）の公式種目「サイクルスタック」に挑戦し、20秒以内のタイムを出すことができれば成功となる。詳しい内容は、スポーツスタッキングの項を参照。
- ミニ自転車
タイヤの直径が10cm程度のミニ自転車に乗り、5mほどのコースを往復する。残り3mでは片手を肩より上にあげ続けて片手ハンドルでゴールしなければならない。
- インラインスケート
規定のコースをインラインスケートを使って走破する。
パイロンが1.8mごとに合計8個置かれているコースを行きはスラローム、帰りは足をX形に交差させる「クロス」で走破することができれば成功となる。転倒やパイロンの位置に沿わないコース取り、コース途中の再加速などで失格。
- ホッピング
「S字クランク」「飛び石」などが配置された規定のコースをホッピングを使って走破する。足をついてしまったり、ホッピングをコースの外についてしまうと失格。
- ディスクゴルフ
7m先に配置されたディスクゴルフ用のゴールに規定のディスクを1発で投げ入れる。5回中3回入れることができれば成功。
- ねらえ！サービスエース
バレーボールの相手コート中央に配置されたパネルを、サーブの放物線の軌道で射抜く。5球のうち1球でも射抜くことができれば成功となる。内容は「筋肉番付」の競技「ニッポンチャチャチャ」と同じだが、的の大きさは「筋肉番付」のものより大きい。
1998年にTBSが独占中継した「バレーボール世界選手権」の開催にあわせて出題された。
- フラフープ3本30秒
フラフープ3本を同時に30秒回し続けることができれば成功となる。1本でも地面についてしまうと失格。遠心力による難易度の関係で、太めの体形の人への宿題にされることが多かった。
- なわとび200回
なわとびの前回し飛び・連続200回に挑戦する。途中で引っかかってしまうと失格。制限時間はなし。
- なわとび2重とび100回
なわとびの2重飛び・連続100回に挑戦する。途中で引っかかってしまうと失格。制限時間はなし。
- バスケットボール フリースロー
ゴールから縦3m5cm・横4m22.5cm離れたところでシュートをする。3回すべて入れることができれば成功。1回でもはずしてしまうとその場で失格。制限時間はなし。

### 職人技
「曲芸・ジャグリング」や「スポーツ」と異なり、運動を主としない職業技術の習得に挑戦する。
- テイスティング（利き○○）
あらかじめ銘柄が伏せられた6、7種類の飲み物or食べ物を全て的中させる宿題。本番では制限時間10分以内に試食・試飲して答えを出さなければならない。過去に、名水、お米、紅茶、日本酒、ワイン、ビール、コーヒーなどが出題された。全体的に難易度の高い宿題で、出題頻度が多い割に成功例は少なかった（「紅茶」「シングルモルト」「日本酒・久保田（家族全員Ver.）」など）。本番では口直しのために、水を飲んだりクラッカーなどの用意された食品を食べることが許されている。
- 手旗信号解読
20秒間で10文字の手旗信号を解読する。お父さんはVTRに次々映し出される手旗信号を解読、VTRが終わると1文字目から順番に答え合わせをしていく。文字はランダムに出題されるため、完全な解読技術が必要となる。（過去の出題例：「ネ」「ソ」「グ」「ア」「ヲ」「ヤ」「デ」「カ」「メ」「ロ」）
濁点・半濁点の見落としで失格となったケースが多かった。
- モールス信号解読
20秒間で10文字のモールス信号を解読する。お父さんは録音されたモールス信号を解読、ヒアリングが終わると1文字目から順番に答え合わせをしていく。文字はランダムに出題されるため、完全な解読技術が必要となる。（過去の出題例：「ウ」「サ」「ト」「ゲ」「ニ」「ユ」「マ」「ン」「パ」「ワ」）
- お札かぞえ
用意された1万円札の束を銀行員などが行う「札勘定」の要領で数えていき、100万円の束を3つ作ることが出来れば成功となる。制限時間は1分30秒。本番では番組が1万円札の束を用意するが、練習では家族が自分達でお金を用意しなければならない。
- 体内時計
秒刻みで時間を測定する指定のカウンターを使い、時計を一切見ることなく指定された時間の計測に挑戦する。
お父さんはカウンターのボタンを押して計測をスタートさせ、自分のタイミングで再度ボタンを押してカウンターを止める。この要領で「15秒」「30秒」「60秒」を計測することができれば成功となる。1回でも正確に測れないと失敗（フツーのお父さんスペシャル5では「60秒」だけに挑戦し、成功すれば100万円獲得となった）。
- うなぎつかみ
円筒形の水槽に入れられたうなぎを、離れた位置の円筒形の水槽に10匹移すことができれば成功となる。制限時間は1分。うなぎを移す途中にうなぎを落としてしまうと失格。
うなぎをつかむ水槽は上面が完全に空いているが、うなぎを移す水槽は上面の中央部分にしか穴が開いていないので、正確なコントロールが必要になる。
- ルーレット
いわゆる「アメリカンスタイル」のルーレットを使い、3投のうち1投でも玉を「00（ダブルゼロ）」に入れることができれば成功となる。ただし、ボールの発射やホイール（回転盤）の取り扱いなどは一般的なカジノのディーラーのものに準じる。
- 火おこし
原始時代の生活の描写として登場する「きりもみ式火おこし」に挑戦する。
お父さんは番組が用意した木の板と木の棒（種火を作る）、麻の縄（種火を入れ発火させる）を使い、麻の縄を燃えている状態にできれば成功となる。制限時間は1分。
練習の段階で手がマメだらけになってしまうため、過酷さは全宿題の中でも上位に入る。
- 早撃ち
番組指定の銃と装置を使い、風船の早撃ちに挑戦する。
お父さんは腰のホルスターに装填が完了したリボルバー銃を入れた状態で挑戦を開始、銃を抜いてから0.5秒以内に正対する風船を割ることができれば成功となる（銃を抜いてから割るまでの時間の判定は、銃を抜く所作や風船と連動している装置が行う）。
- 犬に調教
宿題の発表時に番組から引き渡されるラブラドール・レトリバーの成犬に4種類の技を調教する。
本番では4種類の技を連続で披露し、全ての技を失敗することなく実演できれば成功となる。制限時間は無いが犬が勝手に動いてしまったり、お父さんが技の合図をかけてから10秒以内に技の披露ができなければ失格となる。
- そばの出前
肩にざるそば20人前（そばが乗ったせいろ20枚）を担いだ状態で自転車に乗り、いろいろな障害物が設置された規定のコースを走破する。コースを走破した後も自転車から降り、自転車を停めた後にそばを台に載せて「へい、お待ち！」の声を上げることができないと成功とはならない。制限時間はなし。

### ゲーム
一般的に娯楽として楽しまれるパフォーマンスの習得に挑戦する。
- 投扇興
座布団に正座した体勢で開いた扇を投げて枕（台）の上にある蝶（的）に当て、扇と蝶の位置によって得点が決まる江戸時代からの遊び「投扇興」に挑戦する。「其扇流」のルールに従い、10投以内で15点を獲得できれば成功となる。
無点の「手習」や1点の「花散里」ばかりでなく、いかに高得点の技を出すかが成功のポイント。（最高得点は「夢浮橋」の50点）
ちなみに、番組初の成功者となった渡辺裕之は、1投目で「浮舟」の30点を出して成功した。
（2人目の成功者なべおさみも、「澪標」の11点と「薄雲」の8点を出すことで成功している）
- 金魚すくい
ポイ1つで金魚を20匹すくえたら成功。制限時間は無制限だが、ポイが完全に破れた時点で失格となる（実際は、挑戦者がギブアップ宣言をして終わっていた）。ポイの一部が破れたとしても、残った紙の部分ですくう技術がポイントとなる（ポイの枠の部分ですくうのは不可）。
- UFOキャッチャー
指定の筐体を使い、5回のチャンスで筐体内の人形をどれか1体獲得することができれば成功となる。筐体の中にはSEGAの人気キャラクター「ソニック」「テイルス」の人形が立った状態ですきまなく詰められている（パレード積み）。筐体から硬貨を取り出すための鍵は渡されないので、練習時に必要な100円玉は挑戦者がその都度用意する必要がある。
- ルービックキューブ
箱に入れられたいくつかのルービックキューブの中からひとつを取り出した時点でスタートし、制限時間の3分以内に6面すべてを完成させれば成功となる。
初期は和田が挑戦者の目の前で崩していたが、ルービックキューブを破壊してしまい前記のルールに変更となった。
- マリオカート64
フラワーカップのコース「マリオサーキット」をプレイし、1分30秒以内にゴールすれば成功となる。使用するキャラクターは自由に選べる。
クリア基準の「1分30秒」は、1996年に任天堂が開催したマリオカート64のタイムトライアルキャンペーンで「任天堂公認タイム」として設定された時間である。このキャンペーンでは、公認タイムより短い時間でクリアするとライセンスカードがもらえた（現在、キャンペーンは終了）。
- ハイパーヨーヨー
ロングスリーパー（3秒）、ウォーク・ザ・ドッグ、ブランコ、ムーンサルト、ループ・ザ・ループ（20回）の5つの技をすべて行えれば成功。使用するヨーヨーはハイパーブレイン。ループ・ザ・ループのプレイ前にはストリングの調整ができる。
- ラジコントレーラー
番組が指定したトレーラータイプの小型ラジコンで規定のコースを走破できれば成功となる。制限時間は3分。ラジコンがコース外に落ちてしまうと失格となる。
- 重要文化財 山中式組木細工
小田原市指定重要文化財「山中組木工房」の作品から、木製パズルともいえる組木細工の組み立てに挑戦する。
本番では「19本型組木」「24本型組木」「玉入れ組木」の3つが完全分解され、全てのパーツがごちゃまぜにされた状態でテーブルに置かれている（パーツ全体に布がかけられているため、競技がスタートして布が取り除かれないと中のパーツを見ることができない）。この状態から3つ全てを完全復元することができれば成功となる。制限時間は5分。
なお、宿題発表の時点では家族に組木細工一式の完成形がそれぞれ1つずつ渡されるだけで、解法の手順は自分たちで見つけ出さなければならない（挑戦者は、組木細工を崩すところを撮影した動画を逆再生する方法で手順を解明した）。

### 精密作業
手先の器用さなどが要求される技術の習得に挑戦する。
- トランプタワー
トランプ2枚で三角形を作り、3段上に積み上げて大三角形を3分以内に完成させれば成功となる。途中、何度倒れてもやり直しができるが、大幅なタイムロスになる。挑戦者はみんな自宅では成功できていたが、本番ではプレッシャーとの戦いがとても厳しいものだった。
- 小豆つかみ
皿の上に乗せられた小豆30個を、塗り箸を使って制限時間60秒以内に20cm離れた別の皿に全て移し変える。小豆を皿の外に落としてしまったら失格。
- ト音記号ドミノ倒し
制限時間5分以内に指定されたト音記号の線上にドミノを並べ、その後に一筆書きのように一発で全て倒せれば成功となる。制限時間の5分に倒す時間は含まれない。3ヶ所のクロス部分をどう攻略するかが成功のカギ。小さな子供が複数いる家族への宿題になることが多く、練習時に家族全員の協力が特に必要な宿題だった。
- シャンパンタワー12段
指定のシャンパングラス12個を制限時間3分で縦に積み上げる。時間内の積み上げに成功したら今度はタワーの最上部からシャンパンを注いでいき、タワーの一番下にあるグラスがシャンパンで満たされた時点で成功となる。時間内の積み上げに失敗した場合や、途中でタワーが倒れた場合は失格となる。
- ポンドピラミッド
イギリスの1ポンドコイン15枚を使い、コインが縦に立っているピラミッド（完成形を横から見ると、1辺がコイン5枚の正三角形）を作ることができれば成功となる。制限時間は3分。途中ピラミッドが崩れても失敗にはならない。
この宿題が放送されるより前、TVチャンピオン「手先が器用選手権」で同じ内容の競技が行われており、その放送では10段のピラミッドの制作に成功している。
- りんごの皮むき
りんごの皮むきを行い、皮の長さが千切れることなく2mに到達すれば成功となる。制限時間は3分。途中で皮が切れてしまった時点で失格となる。
本番ではお父さんが皮を剥く手の位置がステージ高2mになるセットを使い、りんごの皮が2m下のステージに達した時点で成功と判定される。
- 10円玉積み上げ
制限時間7分以内に10円玉300枚を縦に積み上げる。途中で崩れても失格にはならないが、崩れると大きなタイムロスとなるため一発で積み上げないと成功は難しい。
- ジェンガ積み上げ
ジェンガの開始時の状態（3本×18段）からスタートして、その状態から合計36本のジェンガを抜き取ることができれば成功となる。ジェンガを抜き取る順番は、好きなように抜き取っていい。制限時間は7分。ジェンガを崩してしまうと失格。
抜き取ったジェンガは普通のゲームと同様に最上段に積み上げていくため、最終的には塔全体が非常に不安定な状態になる。最後の1本を抜き取るところで崩れて失敗となった例もある。
1人目の挑戦者がいきなり成功したものの、その後の挑戦者はすべて失敗している。
- さくらんぼの茎結び
さくらんぼの茎を口の中で舌を使って結ぶ。1分間で5個を結べば成功。練習の段階でお粥しか食べられなくなる程の口内炎に苦しめられるなど、身体的な過酷さは（筋肉痛とは違ったベクトルで）トップクラス。
- ダイスタワーII
- 500円玉フィンガーロール
- 水中666円
- 立った1005円
制限時間5分以内に5円玉を平面に置き、その上に500円玉を縦に置き、その上に5円玉100枚を平面に積み上げる。途中で崩れても失敗にはならない。番組では、積み上げ系の最高峰と紹介されていた程の難しさである。

### その他
- 一円玉飛んだ
一円玉を指定のワイングラスの手前に置き、息を吹いて一円玉を飛ばしてグラスに入れる。10枚中1枚でも入れることができれば成功。成功率はわりと高め。
- 画鋲コマ回し
画鋲5個を同時に30秒回す。画鋲は1個ずつ回していくが、カウントは5個すべてが回ったところからスタートする。1個でも画鋲が止まったり、画鋲がテーブルから落ちた時点で失格となる。本番で回す5個の画鋲は、形が良いものを挑戦者があらかじめ選んでおくことができる。
- 10円玉顔面渡し
10円玉3枚を重ねた状態で上を向いた顔の眉間の位置に置き、この状態から顔の動きだけで10円玉を1枚ずつ全て口まで移動させることができれば成功となる。制限時間は2分。
10円玉は口でくわえた時点で口まで移動させた事になり、くわえた10円玉は手で取り除いて競技を続行する。
顔の脂で10円玉が顔にくっついてしまうのを防ぐため、洗顔料を使って洗顔をしてから挑戦できる。
誤飲の危険性が指摘されてサラミに変更されたため、1回しか実施されていない。
- サラミ顔面渡し
「10円玉顔面渡し」に硬貨の誤飲の危険性が指摘されたため、規定の直径・薄さのサラミに変更した宿題。使用するものがサラミである以外、ルールその他は「10円玉顔面渡し」と同じ。制限時間は90秒。
- ストロー吹き矢
- マッチ向いてホイ！

### 家族全員
通常のお父さん（お母さん）だけが挑戦する宿題と違い、家族全員で挑戦する宿題。1999年12月のスペシャルと2000年9月の最終回スペシャル（その直前の放送回含む）で出題された。
- ドミノ倒し
大量のドミノと指定されたコース台を使って制限時間内にドミノを完成させ、1ピースも残さず全て倒すことができれば成功となる。
1999年12月のスペシャルでは制限時間2時間に対して5300ピース、2000年9月の特番では制限時間6時間に対して24000ピースのドミノが宿題として与えられた。
- 家族全員でテーブルクロス引き抜き
家族の人数分横に並べられたテーブルの上に一枚布のテーブルクロスを渡し、その上に人数分のディナーを配置する。この状態から家族全員でテーブルクロスを引き抜き、ディナーを倒したり落としたりせずにクロスを引き抜くことができれば成功となる。8人家族に対して出題。
- 小豆つかみ 家族全員で60個
皿の上に乗せられた小豆60個を、塗り箸を使って20cm離れた別の皿に移し変える。家族1人につき30秒の制限時間が与えられており、全員の挑戦が終了した時点で全て移し変えることができれば成功となる。ただし、挑戦中に小豆を落としてしまったら、時間の途中でもその家族は挑戦終了となり次の家族に交替する。5人家族に対して出題。
- ゴルフパッティング
2mのゴルフパッティングを家族全員が連続でカップインさせることができれば成功となる。ただし、3人連続でカップインできなかった時点で失敗。なお挑戦順はあらかじめ組んだオーダーからは変更できず、失敗しても1番手には戻らない（野球と同じ）。5人家族に対して出題。
- ハンドベル
ハンドベルを使い、家族全員で童謡「ふるさと」の演奏に挑戦する。主旋律と対旋律を同時に演奏しなければならない上に、使用するハンドベルの数も通常の宿題よりかなり多いため、家族全員がどこかの音を担当することになる。6人家族に対して出題。
- ディアボロ
通常と同じく6つの技に、家族1人が1つずつ挑戦する。
本番では家族がステージ上に一列に並び、正面一番左の家族が1番目の技に挑戦する。成功したら右隣の家族にディアボロをトスで渡し、トスをキャッチした家族は2番目の技に挑戦する。これを順次繰り返し、6番目の家族が指定の技に成功した後に一番左の家族にディアボロをハイトスで渡すことができれば成功となる。技の失敗のほか、ディアボロの受け渡しに失敗しても終了となる。6人家族に対して出題。
- 日本酒「久保田」利き酒 
朝日酒造が製造・販売する日本酒「久保田」6種類の利き酒に挑戦する。
基本的なルールは通常のテイスティング系宿題と同じだが、家族全員の宿題ということで回答の決定が「家族それぞれで回答（制限時間10分）」→「答えを見比べて、全員が相談の上答えを統一（制限時間10分）」と2段階式になっている。5人家族に対して出題。

## ハプニング
- 東海道五十三次暗唱往復
お父さんが宿題に挑戦する途中、お父さんの回答とスタジオ後方部のモニターに映された答えが異なる場面があったが、判定員が即座に「モニターの方が間違っている」と指摘する場面があった。この指摘後に宿題は再開され、お父さんは無事に宿題に成功した。
- シェーカーカップス
お父さんが最後の課題「中飛ばし1回転キャッチ」でカップをキャッチしたため、一旦は紙吹雪が発射されて成功とされたが、その直後に判定員からの指摘で、「飛ばしたカップを空中で1回転させる」に失敗しているとの指摘が上がった。VTR審議の結果、指摘の通り課題である1回転をしていないことがわかったため、最終的には失敗と判定された。
- ミニ自転車
お父さんが無事ゴールしたものの、ゴール直前の課題「片手を肩より上に伸ばす」に成功したかどうかが審議の対象となった。そしてVTR審議の結果、途中で片手が肩より下の位置となっていたため、最終的には失敗と判定された（番組初の「VTR審議」）。
- ドミノ倒し
試技の結果全て倒れたと判定されたため、いったんは紙吹雪が発射されて成功の判定が出たが、司会の和田から「まだ全部倒れていなかった」という指摘が上がり審議の対象となった。そしてVTR審議の結果、最後のドミノ3個が倒れていないことが分かり、最終的には失敗と判定された（残ったドミノ3個は、全部倒れたと思った家族が喜んだはずみで倒れていたため、和田が指摘した際には倒れた状態だった）。

- お札かぞえ
「私ならできる」のコーナーで、挑戦者が3つ目の束を作るときに「用意された札束が300万円より少ない」と指摘した（通常は400万円前後の札束が用意されるが、このときはミスで295万円の札束になっていた）。計数の結果、挑戦者が正しく100万円の束を2つ作り、３つ目の100万円に満たない残りの枚数も「5枚足らない」と正しく答えていたため、最終的にそれをもって成功と判定された。

- 10円玉顔面渡し
お父さんが挑戦している真っ最中に、スタジオのどこかから飛んできたハエが顔に止まってしまった。それでも挑戦は中断とならずにそのまま続行されてハエは飛び去って行ったが、その後に最後の3枚目の10円玉を落としてしまって失格となった。挑戦後のインタビューでは「集中していてハエに気づかなかった」と話しており、挑戦への影響はなかったことがわかった。
- カップスタックス
無事に成功したと思われ、いったんはファンファーレと紙吹雪が起こったものの、家族みんなが喜んでいる中で「制限時間の20秒以内に終わっていなかったかもしれない」と審議の声が審査員からあがった。VTR審議の結果、挑戦を終えてカップから手を離した瞬間のタイムが19.55秒であったため、あらためて成功と判定された。

## 芸能人挑戦者
一般参加者に混じって芸能人（または芸能人の父親）が挑戦することがまれにあり、芸能人の挑戦だけを集めた「しあわせ家族計画 芸能人だってフツーのお父さんスペシャル」という特番も放送された。しかし、収録に時間が掛かった事や編集に膨大な時間を掛けた為、中盤は2回に分けてスペシャル特番放送となった。
「芸能人だってフツーのお父さんスペシャル」（1998年3月18日放送）
- 野村将希（シガーボックス）
- 西尾拓美（西村知美の夫）（五輪日本人メダリスト暗記）
- 城みちる（テーブルクロス引き抜き） 成功
- 北野誠（コマ綱渡り）

「芸能人だってフツーのお父さんスペシャル2」（1998年9月30日、10月14日放送）
- 吉村明宏（一円玉飛んだ）
- 渡辺裕之（投扇興） 成功
- 宮川大助（ヒモ結び） 成功
- 天地真理（ハンドベル） 成功
- 島崎俊郎（動物の鳴き声50種暗記）（1998年9月30日、10月14日放送） 成功
- 井手らっきょ（シガーボックス）（10月14日放送）

「芸能人だってフツーのお父さんスペシャル3」（1999年3月24日）
- 清水アキラ（シガーボックス）
- オール巨人（一円玉飛んだ） 成功
- 藤巻潤（瞬間！タマゴ落とし） 成功
- なべおさみ（投扇興） 成功

「芸能人だってフツーのお父さんスペシャル4」（1999年9月22日、10月13日放送）
- 野々村真（世界の国旗と国名185ヵ国暗記） 成功
- 川崎麻世（シガーボックス）
- 朝岡聡（重ね座布団抜き）
- 宝田明（シャンパンタワー12段）（1999年9月22日、10月13日放送）
- 島田洋七（ミニ自転車）（10月13日放送）

「芸能人だってフツーのお父さんスペシャル5」（2000年3月29日、4月12日放送）
人気番組の出演者が宿題に挑戦して賞金100万円獲得を目指す「しあわせ宿題出前計画」、過去の芸能人SPで失敗した芸能人が宿題に再挑戦し賞金100万円獲得を目指す「芸能人リベンジSP」がメインとなった。
<しあわせ宿題出前計画>
- 「関口宏の東京フレンドパークII」チーム（ゴルフパッティング）
- 「どうぶつ奇想天外!」チーム（トランプタワー）
- 「はなまるマーケット」チーム（体内時計30秒） 成功
- 「王様のブランチ」チーム（テーブルクロス引き抜きブランチバージョン） 成功

<芸能人リベンジSP>
- 朝岡聡（重ね座布団抜き）
- 宝田明（シャンパンタワー12段）
- 井手らっきょ（シガーボックス）
- 吉村明宏（一円玉飛んだ）
- 清水アキラ（シガーボックス）
- 角盈男（投扇興）

その他
- 大木凡人（なわとび連続200回） *初の芸能人挑戦者。
- 桑野信義（利き紅茶） 成功
- 角盈男（投扇興）
- 前田武彦（投扇興）
- 笹野高史（5スプーン6グラス）

## スタッフ
- ナレーション：新山志保（1997年4月番組開始から1998年5月まで。急性白血病のため降板。2000年2月7日死去。）[注 3]、中村尚子（降板した新山志保のピンチヒッターとして、1998年6月から9月まで全場面を担当）、TARAKO・長峰由紀（1998年10月から2000年9月番組終了まで担当。当初は初代の新山志保同様、TARAKOが全場面を担当していたが、その後宿題紹介・宿題成功時の賞品読み上げなど一部がTBSアナの長峰の担当になる）、濱田マリ/長峰由紀（復刻版）
- 構成：福岡秀広、岩崎元哉、野尻靖之、青島利幸、冨永一郎、鮫肌文殊、亀田万寿夫、木野聡、豊田俊一 / 原すすむ（豊田・原→共に途中から）
- 技術：筒浦文男、上田伸也
- VE：山本豊
- カメラ：川井由紀男
- 音声：原田光
- 照明：鹿島雄司
- 音効：山田弘実
- ENGカメラ：高橋昭則
- 編集：山内祥弘、荻原誠、米山美由紀
- MA：上村清、武藤康一
- 美術プロデューサー：丸山覚（以前は美術制作）、中嶋美津夫
- 美術デザイン：金子俊彦
- 美術制作：清水久
- 装置：戸口和彦、鈴出延宏、高久正夫、坂上好明
- メカシステム：庄子泰(康)広
- 電飾：長谷川潤
- 装飾：加藤秀喜
- CG：石川賢
- タイトルデザイン：ウォーターボーイズ、テクノネット
- CGテロップ：TECHNONET
- 技術協力：東通、エヌ・エス・ティー
- 美術協力：アックス
- AD：山本一雄、福井哲也、長谷川三芳、矢口崇、片倉洋樹、大村絵美子
- AP：斯波豊（以前はディレクター）、大山小百合
- TK：岸田純子
- ディレクター：片山剛、津留正明、太田淳一、日山裕文、山口伸一郎（日山・山口・中川→共に以前はAD）、遠藤宗一、篠塚純、永島雅也、諏訪陽介、小田切大樹、かわのけいすけ、中原茂樹、朝岡慶太郎、中川真一、高橋和博
- 演出：四宮義之（以前はディレクター）、小野喜世仁（以前はディレクター→チーフディレクター）
- チーフディレクター：岩村隆史→十二竜也（十二→以前はディレクター）
- 総合演出・プロデューサー：海本泰（以前はディレクター→演出・プロデューサー→プロデューサー）
- 制作プロデューサー：田代冬彦（以前はプロデューサー）
- 制作：TBSエンタテインメント（2000年4月以降に制作名義された）
- 製作著作：TBS

## 映画版
番組開始直後の1998年に松竹により企画制作・撮影が行われ、本来は1999年新春公開予定とされていた（特報で確認できる）。なおTBSは企画協力の立場であり、同時期の『アンドロメディア』『スプリガン』とは違い制作には参画していない。その後、松竹が奥山融前社長の解任劇というお家騒動から邦画のブロックブッキング制の廃止など経営合理化に着手し、1999年夏公開予定へ延期。その後も経営不振が続いたことで公開自体が未定となりお蔵入り状態となってしまっていた。
そして、番組終了から約4か月後の2001年2月10日にようやく公開自体がなされた。
2011年11月8日にDVDソフトが発売されている。2012年4月1日からTBSオンデマンドで有料動画配信中。
第33回ヒューストン国際映画祭ファミリーチルドレン部門金賞を受賞。なお、実在するテレビ番組の参加を通じて人間ドラマを描く同様の内容の邦画は「のど自慢（1998年）」などがある。

### あらすじ
リストラにより食品メーカーを解雇され社宅を追い出された川尻富士夫一家。和菓子屋を営む妻の実家に居候するも、弁当屋の出店や出資話につけこんだ詐欺から脱サラに失敗する羽目に遭い、家庭内は隙間風が吹いていた。そんな時、息子の由太郎が勝手に番組へ応募し、賞品300万円相当のアメリカ家族旅行を賭けて参加することになる。課題は富士夫がピアノで「ホーム・スイート・ホーム」を弾くこと。限られた時間の中でがむしゃらに練習を重ねる富士夫と家族の絆を描く。

### キャスト
- 川尻富士夫：三浦友和
- 川尻優子：渡辺えり子
- 川尻陽子：平山綾
- 川尻由太郎：佐々木和徳
- 広瀬道男（川尻の元同僚）：片岡鶴太郎
- 広瀬喜美子：名取裕子
- 広瀬章太：小栗旬
- 高田義造（優子の父）：いかりや長介
- 高田恒子（優子の母）：野際陽子
- 長谷川哲男（高田の元職人）：阿部寛
- 山形繁男：徳井優
- 品川部長（川尻の元上司）：小林稔侍
- バーのママ：冨士眞奈美
- 売場主任（川尻の取引先）：大竹しのぶ
- 人事部長：鶴田忍
- 警備員：笹野高史
- しあわせ配達人：柳沢慎吾
- 司会者：吉村明宏、向井亜紀

### スタッフ
- 企画協力：東京放送
- 脚本：山田耕大
- 監督：阿部勉
- 音楽：岩代太郎
- 録音：岸田和美
- 主題歌：森口博子「With Your Love」
- 制作協力：大船撮影所
- 製作・配給：松竹